# Víctor Álvarez González
Víctor Álvarez González (Gijón, n. 1901)va ser un anarcosindicalista espanyol.

## Biografia
Oriünd de la ciutat asturiana de Gijón, pertanyia a la Confederació Nacional del Treball (CNT).
Després de l'esclat de la Guerra civil es va unir a les Milícies Confederals, arribant a manar un batalló de la CNT a la regió asturiana. Partidari de la militarització, posteriorment s'integraria en l'estructura del nou Exèrcit Popular de la República, arribant a manar la 3a Brigada asturiana i la 1a Divisió asturiana. Després de la caiguda del Front nord va tornar a la zona centre-sud republicana, on arribaria a manar les divisions 22a i 25a, operant en els fronts d'Andalusia, Llevant i Extremadura.